# Amtsgericht Kronach

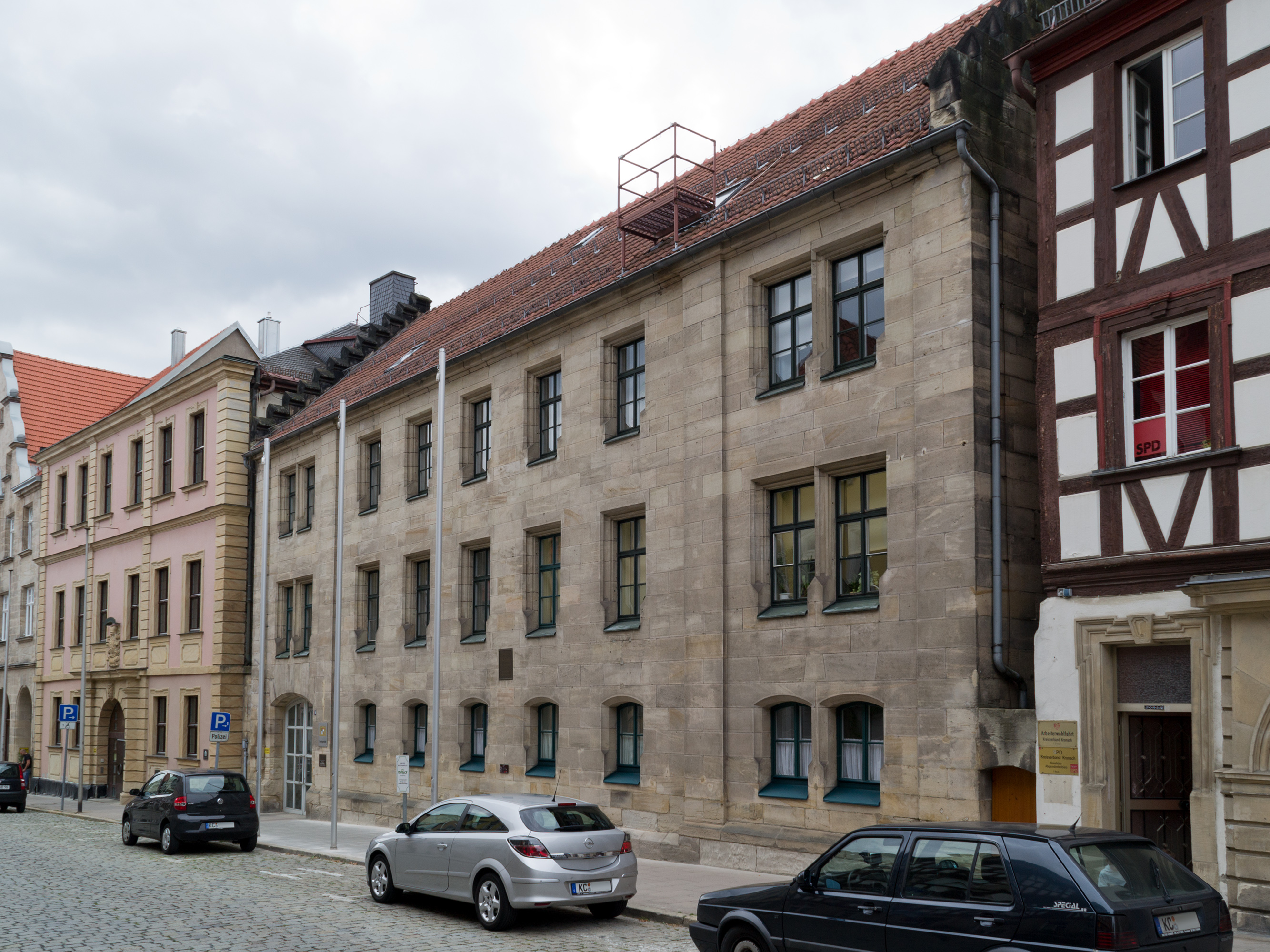
Gerichtsgebäude (2012)

Das Amtsgericht Kronach ist ein Gericht der ordentlichen Gerichtsbarkeit und eines der drei Amtsgerichte (AG) im Bezirk des Landgerichts Coburg.

## Gerichtssitz und -bezirk
Sitz des Gerichts ist die Kreisstadt Kronach in Oberfranken. Der 651 km² große Gerichtsbezirk erstreckt sich auf den Landkreis Kronach. In ihm leben rund 68.000 Menschen. Das AG Kronach ist Haftgericht für den Landgerichtsbezirk Coburg mit den Landkreisen Coburg, Kronach und Lichtenfels.
Das Handels- und das Vereinsregister werden beim Amtsgericht Coburg geführt, das auch für Zwangsversteigerungs-, Zwangsverwaltungs- und Insolvenzverfahren zuständig ist und als Zentrales Mahngericht die Mahnverfahren bearbeitet. 

## Gebäude
Das Gericht ist im denkmalgeschützten Gebäude Amtsgerichtsstraße 15 untergebracht.

## Übergeordnete Gerichte
Dem Amtsgericht Kronach ist das Landgericht Coburg übergeordnet. Zuständiges Oberlandesgericht ist das Oberlandesgericht Bamberg.